# Stor-Gladatjärnen
Stor-Gladatjärnen är en sjö i Vindelns kommun i Västerbotten och ingår i Umeälvens huvudavrinningsområde. Sjön har en area på 0,0626 kvadratkilometer och ligger 187,1 meter över havet. Sjön avvattnas av vattendraget Gladabäcken.

## Delavrinningsområde
Stor-Gladatjärnen ingår i det delavrinningsområde (714707-167805) som SMHI kallar för Mynnar i Hjuksån. Medelhöjden är 222 meter över havet och ytan är 27,45 kvadratkilometer. Det finns inga avrinningsområden uppströms utan avrinningsområdet är högsta punkten. Gladabäcken som avvattnar avrinningsområdet har biflödesordning 4, vilket innebär att vattnet flödar genom totalt 4 vattendrag innan det når havet efter 105 kilometer. Avrinningsområdet består mestadels av skog (83 procent). Avrinningsområdet har 0,14 kvadratkilometer vattenytor vilket ger det en sjöprocent på 0,5 procent.